# Christian Hartmann (Historiker)

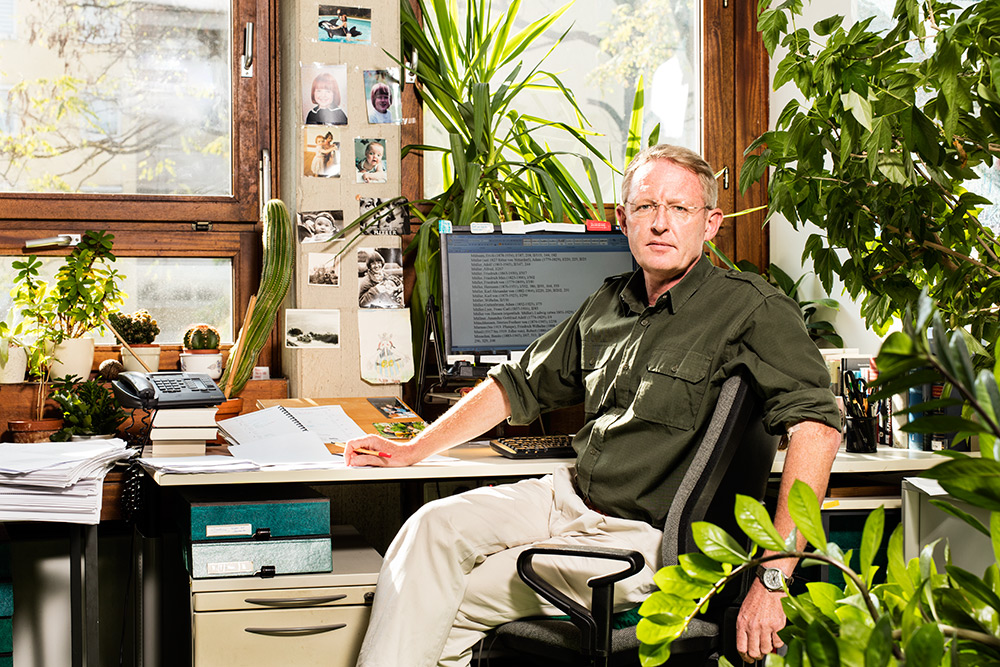
Christian Hartmann, 2015

Christian Hartmann (* 15. April 1959 in Heidelberg) ist ein deutscher Historiker. Er lebt in Tübingen.

## Leben und Wirken
Christian Hartmann wuchs in Tübingen auf. 1981 arbeitete er im Kibbuz Tel Joseph (Israel). Nach seinem Wehrdienst studierte er die Fächer Geschichte, Germanistik und Sport an den Universitäten Tübingen, Köln und Freiburg und schloss sein Studium 1986 mit dem Ersten Staatsexamen für das gymnasiale Lehramt ab. 1989 wurde er bei Andreas Hillgruber in Köln mit einer Dissertation über Generaloberst Franz Halder zum Dr. phil. promoviert.
Danach war Hartmann von 1990 bis 1991 Referent beim Politischen Archiv des Auswärtigen Amts in Bonn; er arbeitete dort als Mitglied der internationalen Historikerkommission zur Veröffentlichung der „Akten zur deutschen auswärtigen Politik 1918–1945“. 1992 war er für ein Jahr als Referent an das Brandenburgische Ministerium für Wissenschaft, Forschung und Kultur in Potsdam abgeordnet.
Von 1993 bis 2018 war Hartmann Wissenschaftlicher Mitarbeiter am Institut für Zeitgeschichte in München, wo er unter anderem von 1998 bis 2012 als stellvertretender Chefredakteur der Vierteljahrshefte für Zeitgeschichte fungierte und von 1999 bis 2009 das Forschungsprojekt Wehrmacht in der nationalsozialistischen Diktatur 1933–1945 leitete, in dessen Rahmen auch sein Werk Wehrmacht im Ostkrieg entstand und das 2009 mit dem Sammelband Der deutsche Krieg im Osten 1941–1944 abgeschlossen wurde. Von März 2012 bis Mai 2015 war Hartmann IfZ-Projektleiter der wissenschaftlichen Edition von Adolf Hitlers Schrift Mein Kampf.
Von 2004 bis 2009 war er zudem externer Dozent an der Universität der Bundeswehr München. Als Oberstleutnant der Reserve ist er derzeit Dozent an der Führungsakademie der Bundeswehr in Hamburg. 2016/17 war er als Strategic Advisor im Rahmen der European Union Training Mission in Mali im Einsatz. Von 2019 bis 2023 leitete Hartmann die Abteilung Einsatz am Zentrum für Militärgeschichte und Sozialwissenschaften der Bundeswehr in Potsdam.
Daneben berät Hartmann immer wieder historische Spielfilme und Dokumentationen, u. a. War of the Century (GB 1999), Duell – Enemy at the Gates (D/F 2001), Der Untergang (D 2004), Sophie Scholl – Die letzten Tage (D 2005), Napola – Elite für den Führer (D 2004), Tagebuch eines Lagerkommandanten (D 2011), Unsere Mütter, unsere Väter (D 2013) und The Book Thief (USA/GB 2014). Darüber hinaus ist er im wissenschaftlichen Beirat des Fernsehsenders History.
Seine wissenschaftlichen Schwerpunkte sind Militärgeschichte, Geschichte der internationalen Beziehungen und deutsche und europäische Geschichte.

## Auszeichnungen
- 1992: Werner-Hahlweg-Preis für Militärgeschichte und Wehrwissenschaften (3. Preis)
- 2016: Wissenschaftspreis: Gesellschaft braucht Wissenschaft

## Veröffentlichungen (Auswahl)
Als Autor
- Halder. Generalstabschef Hitlers 1938–1942. Schöningh, Paderborn 1991, ISBN 3-506-77484-0 (Dissertation, Universität Köln, 1989); 2., erweiterte und aktualisierte Auflage 2010, ISBN 978-3-506-76762-2.
- Verbrecherischer Krieg – verbrecherische Wehrmacht? Überlegungen zur Struktur des deutschen Ostheers, in: Vierteljahrshefte für Zeitgeschichte 52 (2004), S. 1–75.
- mit Johannes Hürter: Die letzten 100 Tage des Zweiten Weltkriegs. Droemer, München 2005, ISBN 3-426-27356-X.
- Wehrmacht im Ostkrieg. Front und militärisches Hinterland 1941/42 (= Quellen und Darstellungen zur Zeitgeschichte. Bd. 75). Oldenbourg, München 2009 (zugleich Habilitationsschrift); 2. Auflage 2010, ISBN 978-3-486-70225-5.
- Unternehmen Barbarossa. Der deutsche Krieg im Osten 1941–1945 (= Beck’sche Reihe Wissen. Bd. 2714). Beck, München 2011, 2., verbesserte Auflage 2012, ISBN 978-3-406-61226-8 (rumänische Übersetzung 2012, englische Übersetzung 2013, Paperback 2018, polnische Übersetzung 2014, spanische Übersetzung 2018, portugiesische Übersetzung 2020).
- mit Magnus Brechtken et al.: Das Gutachten des Instituts für Zeitgeschichte zum zweiten NPD-Verbotsverfahren vor dem Bundesverfassungsgericht, in: Vierteljahrshefte für Zeitgeschichte 65 (2017), S. 619–661.

Als Herausgeber und Bearbeiter
- Akten zur Deutschen Auswärtigen Politik 1918–1945. Aus dem Archiv des Auswärtigen Amts. Verschiedene Teilbände. Vandenhoeck und Ruprecht, Göttingen 1990 ff.
- Hitler. Reden, Schriften, Anordnungen. Februar 1925 bis Januar 1933. Verschiedene Teilbände. Saur, München 1995 ff., ISBN 3-598-21930-X.
- mit Johannes Hürter und Ulrike Jureit: Verbrechen der Wehrmacht. Bilanz einer Debatte. Beck, München 2005, 2. Auflage 2014, ISBN 3-406-52802-3.
- Von Feldherren und Gefreiten. Zur biographischen Dimension des Zweiten Weltkriegs. Oldenbourg, München 2008, ISBN 978-3-486-58144-7.
- mit Johannes Hürter, Peter Lieb und Dieter Pohl: Der deutsche Krieg im Osten 1941–1944. Facetten einer Grenzüberschreitung (= Quellen und Darstellungen zur Zeitgeschichte. Bd. 76). Oldenbourg, München 2009, ISBN 978-3-486-59138-5.
- mit Thomas Vordermayer, Othmar Plöckinger und Roman Töppel: Hitler, Mein Kampf. Eine kritische Edition. 2 Bände. Unter Mitarbeit von Pascal Trees, Angelika Reizle und Martina Seewald-Mooser. Im Auftrag des Instituts für Zeitgeschichte München – Berlin, 10., durchgesehene Auflage, Institut für Zeitgeschichte, München 2016–2020, ISBN 978-3-9814052-3-1 (Platz 1 der Spiegel-Bestsellerliste vom 16. bis zum 29. April 2016).
- Markus Götz: „Hier ist Krieg“. Afghanistan-Tagebuch 2010 (Bundeswehr im Einsatz). Vandenhoeck & Ruprecht, Göttingen 2021, ISBN 978-3-525-31136-3.